# Хандыбина Юрта
Хандыбина Юрта — мансийский посёлок в Свердловской области России, административно подчинённый городу Ивделю. Входит в Ивдельский муниципальный округ.
Ранее посёлок входил в состав Хорпийского сельсовета города Ивделя.
Посёлок находится в Перечне районов проживания малочисленных народов Севера.

## Географическое положение
Хандыбина Юрта расположена в 108 километрах к северо-северо-востоку от города Ивделя, в лесной местности, на левом берегу реки Пелым. Автомобильное сообщение отсутствует, но имеется водное сообщение по реке Пелым.

## Население
| 2002 | 2010 |
| ---- | ---- |
| 3    | ↘2   |

| 2020 | 2023 |
| ---- | ---- |
| 2    | 2    |